# Maurice de Faramond
Maurice de Faramond de Montels, né à Faussergues (Tarn) le 19 octobre 1862 et mort à Paris 5e le 26 mai 1923, est un poète et dramaturge français.

## Biographie
Né au château de Télières (commune de Faussergues, dont son père est alors le maire), il étudie aux petits séminaires de Castres et Lavaur, puis au collège des Jésuites de Saint-Affrique. Il entreprend ensuite des études de médecine à Toulouse qu'il abandonne en 3e année afin de s'installer à Paris où il entend se consacrer à l'écriture. Il épouse Louise Carles, sculptrice, le 21 mai 1896 à Nice. Il est l'auteur de recueils de poésie et de pièces de théâtre en prose ou en vers.

## Citation
« M. de Faramond excelle dans ce théâtre de mœurs campagnardes, dont il rend les rudesses, les couleurs crues et dures, la poésie rêche, avec autant d’art que de sobriété, nous communiquant, pourrait-on dire, comme une odeur de terre. » (Paul Léautaud, Le Théâtre de Maurice Boissard, XVIIIe chronique).
Dans le deuxième volume de ses mémoires de théâtre (Acrobaties), Lugné-Poe lui consacre un chapitre dans lequel il lui rend hommage et déplore que son talent n’ait pas été reconnu.

## Œuvres
Poésie
- Quintessences, Stock, 1886
- Le Livre des odes, Stock, 1897[5] :
  - Au sujet de l'hospitalité_Un habitant des iles s'exprime ainsi (lecture audio)
  - Au sujet finalement de s'embarquer_La chanson du rameur de Cythère (lecture audio)

- Le Violon de Lydie (souvenir de guerre), Comœdia, 1920[6] (lecture audio)
- Le Tango du Rêve, Comœdia, 1922[7]

Théâtre
- La Noblesse de la terre (théâtre de l'Œuvre, 1899)
- Monsieur Bonnet (théâtre du Gymnase, 1900)
- Le Mauvais Grain (théâtre Populaire de Belleville, 1904)
- M. Jesserand avoué (théâtre des Batignolles, 1905)
- La Dame qui n'est plus aux camélias (théâtre de l'Œuvre, 1908)
- Gaby se marie (théâtre de l'Athénée, 1908)
- Le Mauvais Grain (théâtre de la Nature de Champigny-sur-Marne, 1909)
- Diane de Poitiers (théâtre de l'Odéon, 1911)
- Nabuchodonosor (théâtre des Arts, 1911)
- Pandolphe et Chichilla ou le Trust de l’idéal (pièce inédite, conservée dans les archives de Louis Jouvet[8])